# Historia de Veracruz de Ignacio de la Llave
Este artículo narra la historia de Veracruz de Ignacio de la Llave.

## Época prehispánica
Tres culturas autóctonas poblaron al territorio del hoy estado de Veracruz: los huastecos, los totonacas y los olmecas, que fueron una vasta comunidad de pueblos emparentados étnica y culturalmente.
El área ocupada por los huastecos abarcaba desde el sur de Tamaulipas, parte de San Luis Potosí, Querétaro, Puebla e Hidalgo y por el sur el río Cazones. Los restos más antiguos de esta cultura se han encontrado en la zona de Pánuco. 
En el centro del estado se asentó la cultura Totonaca, su principal centro ceremonial fue El Tajín, mientras que la cultura olmeca, se asentó en la parte sur del estado, colindante con Tabasco.

### Olmecas

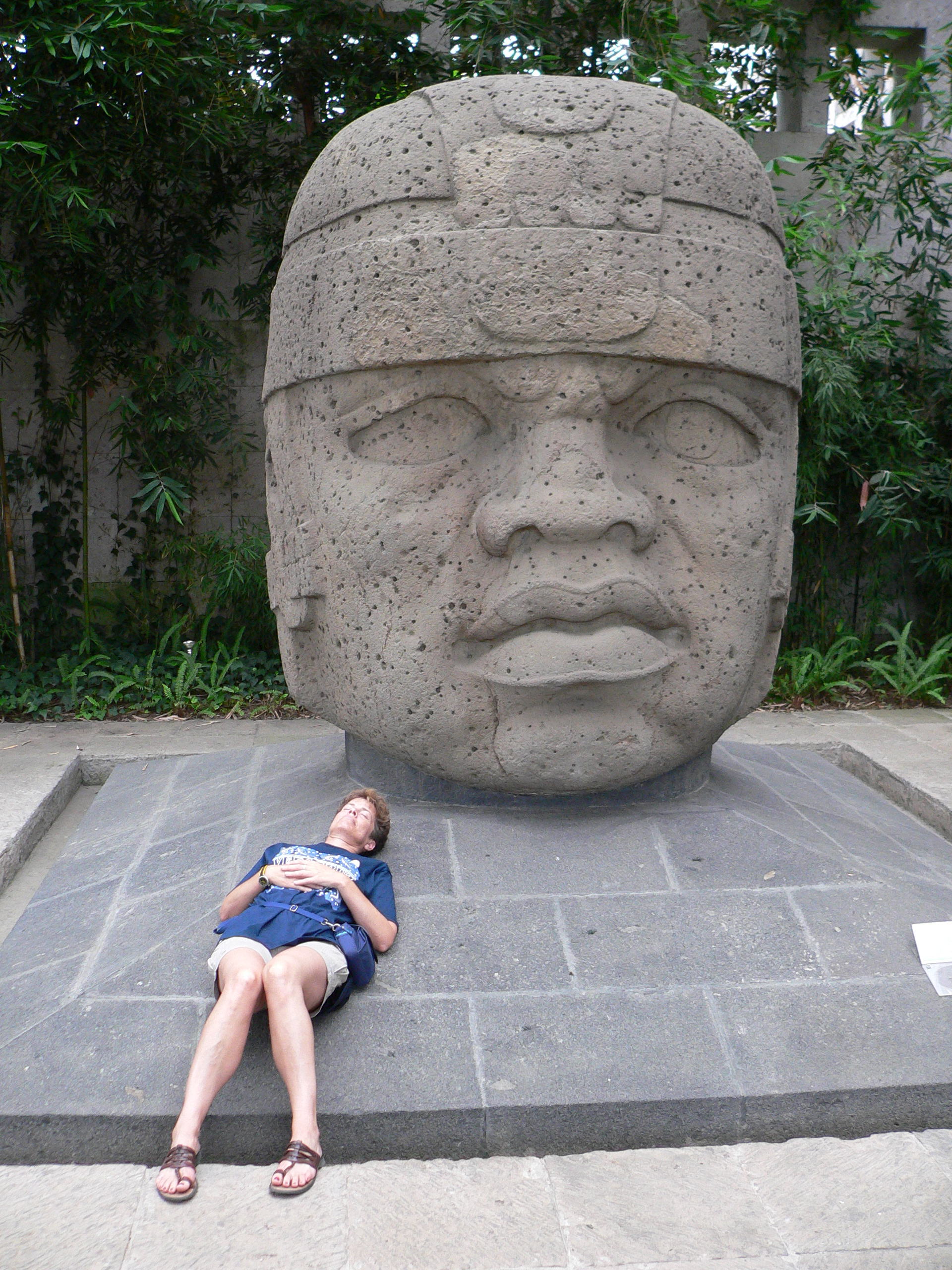
Cabeza olmeca en el Museo de Antropología de Xalapa.

Existen diferentes teorías sobre el origen de esta civilización, algunas discrepan entre sí, una de ellas dice que algún grupo de personas con características negroides arribó a Campeche para después trasladarse por la costa hacia el actual territorio del estado, asentándose cerca del río Coatzacoalcos e iniciando ahí su desarrollo al mezclarse con lugareños previamente asentados.
En San Lorenzo, el centro olmeca más importante entre 1150 y 850 a. C., se encuentran ejemplos del culto a las montañas. Está situado en la cima de una meseta que se eleva 50 m. sobre la cuenca del río Coatzacoalcos. En 1897, el topógrafo Ismael Loya descubrió una gran estatua en el volcán San Martín Pajapan, el Monumento 1 de San Martín Pajapan, es considerada una de las obras maestras del arte olmeca, su presencia en la montaña es una evidencia de que el volcán fue reverenciado, los olmecas se tomaron la molestia de transportar la escultura de 1200 kg a la cima. El arqueólogo veracruzano Alfonso Medellín Zenil analizó la escultura en 1968 y descubrió que esta gran figura antropomorfa de piedra estuvo asentada en una pequeña plataforma rectangular. En las excavaciones en el interior de la plataforma se descubrieron tepalcates pertenecientes al Preclásico, el Clásico, el Posclásico y de la era moderna, así como cuentas de jadeíta y parafina y cera utilizados en rituales más recientes. La escultura, fue trasladada al Museo de Antropología de Xalapa.
Un rasgo distintivo de los olmecas fue su gran aprecio por el jade, que trabajaron con un grado notable de destreza y perfección. El jade preferido por los olmecas, y por todos los pueblos mesoamericanos posteriores, no fue el jade nefrita de los antiguos chinos, sino la jadeíta. Aunque el debate acerca del origen del jade ha dado lugar a las más diversas especulaciones y discusiones, reconocimientos en campo recientes han mostrado que el origen del material se encuentra en la parte central de la región del valle de Motagua, en el oriente de Guatemala. Hasta donde conocemos, esa región sigue siendo la única fuente de jadeíta en Mesoamérica. Las excavaciones dirigidas por los arqueólogos Ponciano Ortiz y María del Carmen Rodríguez en el manantial de El Manatí, Veracruz, han mostrado que el jade se encuentra en la región olmeca en fechas tan tempranas como 1500 a. C. Ahí se localizaron, en el contexto de la fase olmeca Ojochi, hachas bellamente labradas y un collar con cuentas de jade translúcido azul verdoso. Aunque objetos presuntamente hechos de jade se representaron como joyería en monumentos olmecas tempranos de San Lorenzo entre 1150 y 900 a. C.
En el área nuclear olmeca se han registrado prácticas mortuorias en cuatro sitios: en la entidad en El Manatí, San Lorenzo y Loma del Zapote y en La Venta, en Tabasco. En El Manatí, al sur del estado a 20 km al sureste de San Lorenzo, es célebre por la singularidad de los hallazgos realizados por los arqueólogos Ponciano Ortiz y María del Carmen Rodríguez. En lo que fue el lecho de un antiguo arroyo abastecido por un manantial al pie del cerro El Manatí, los investigadores localizaron ofrendas depositadas durante varios momentos a lo largo de 400 años. Para 1200 a. C., las ofrendas constaron de pelotas de hule, bustos de figuras humanas elaboradas en madera y también restos humanos de infantes posiblemente neonatos. En San Lorenzo en 1994, gracias al Proyecto Arqueológico San Lorenzo Tenochtitlán, dirigido por la arqueóloga Ann Cyphers, se localizó evidencia de un osario cubierto por abundante cerámica y con al menos seis individuos. Las características biológicas de la muestra ósea sugieren una selección de individuos según su edad, pues solo hay sujetos adultos, y quizás también por sexo, aunque esto último no pueda afirmarse, pues solo en dos casos fue posible determinar que eran masculinos.

### Totonacas

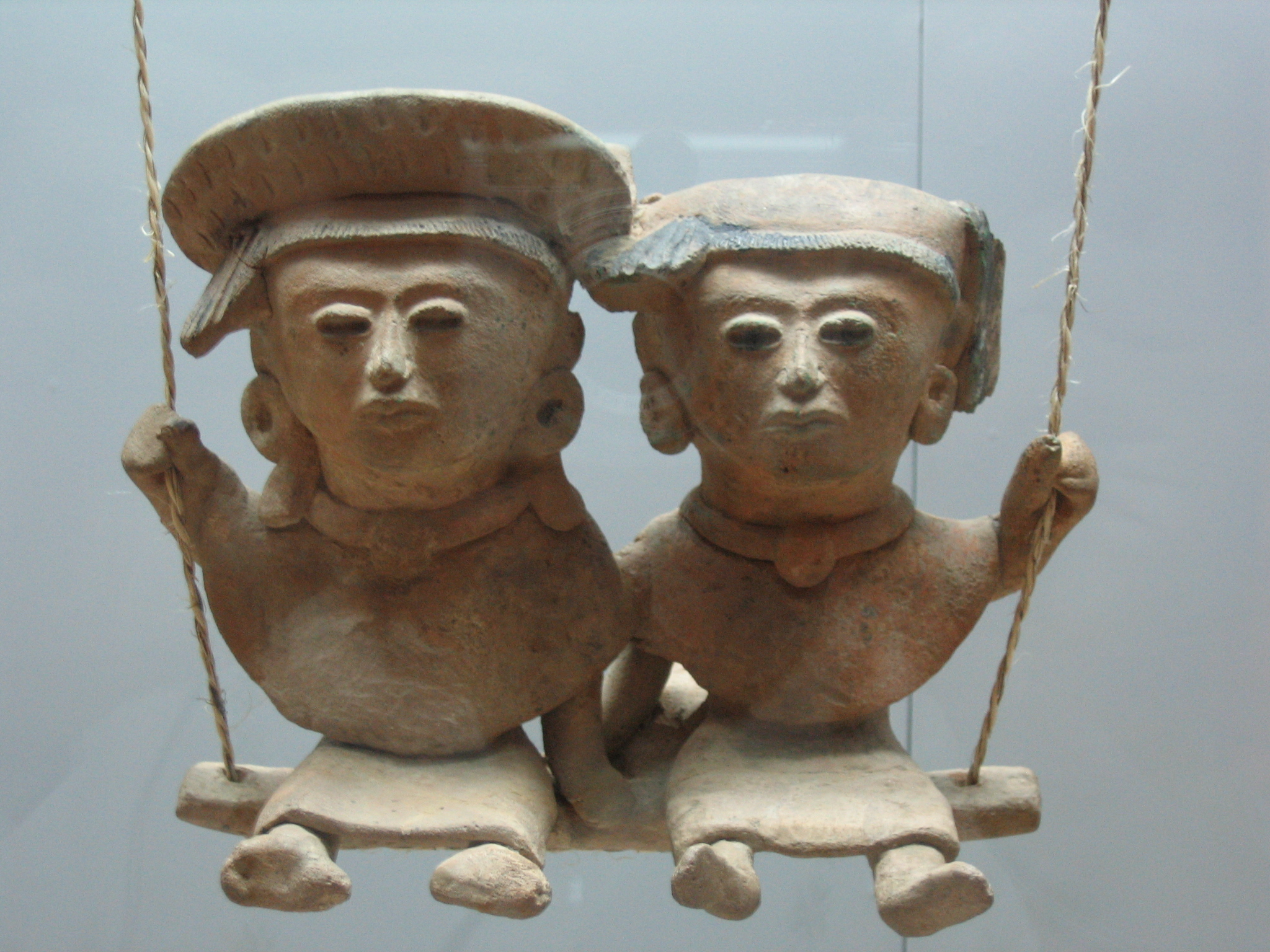
Figuras totonacas en el Museo de Antropología de Xalapa.

A la región comprendida entre el río Cazones y el río Papaloapan, el Golfo de México y la Sierra Poblana se le conoce como el Totonacapan, en esta zona se asentó la cultura totonaca en la entidad, siendo probablemente las principales actividades de los primeros habitantes de la zona, la recolección, la caza, la pesca, el cultivo de maíz, frijol, chile, calabaza, aguacate y zapote. En la parte central del litoral del estado se han encontrado algunos objetos de piedra, siendo los yugos, las palmas y las caritas sonrientes. El Tajín fue el centro ceremonial más importante de esta civilización, estuvo dedicado al Dios Huracán.

### Huastecos

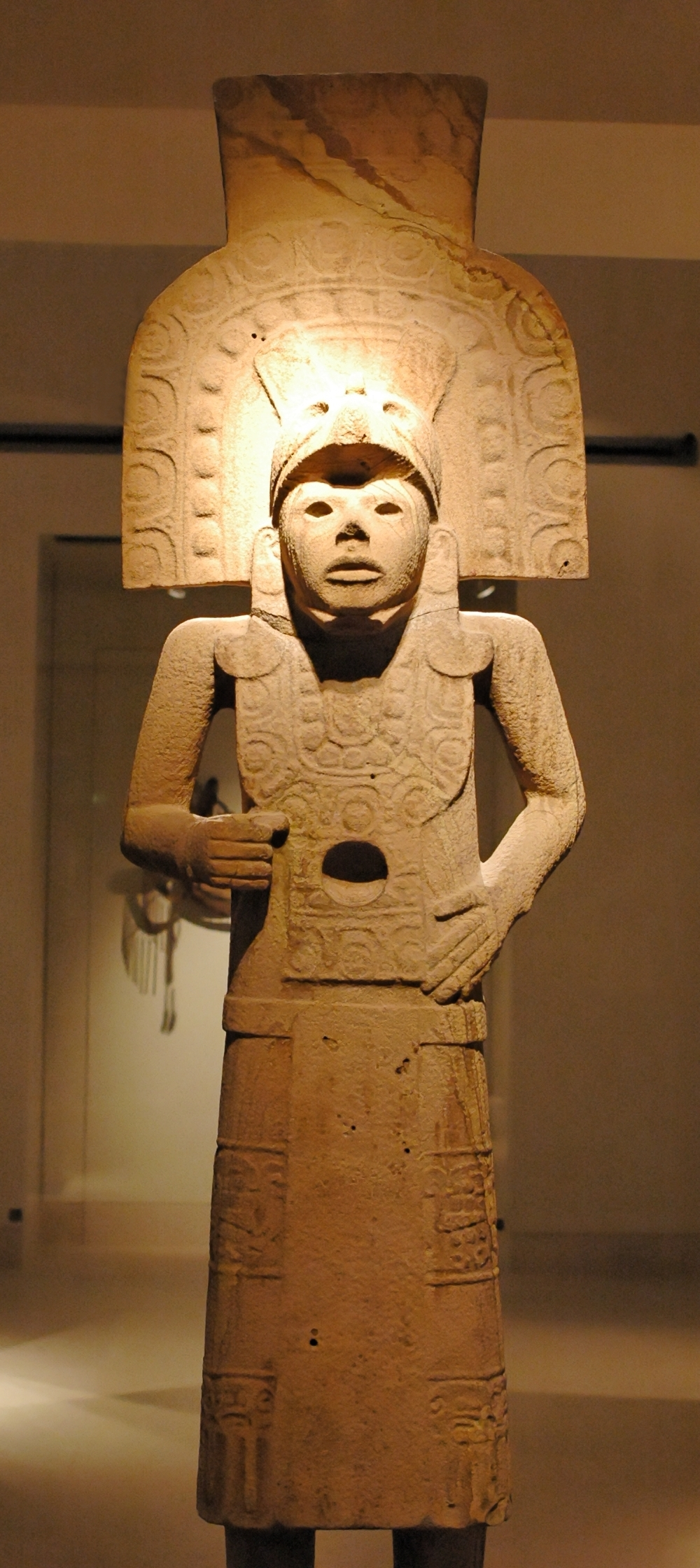
Estatua Huasteca en el Museo de Antropología de Xalapa.

El Huaxtecapan se localizó en el norte de la entidad, comprendió desde el río Cazones hasta el río Soto la Marina, en Tamaulipas y algunas áreas de los estados Hidalgo, San Luis Potosí, Querétaro y Puebla. Se cree que huastecas y mayas tuvieron algún parentesco ya que sus lenguas, construcciones y técnicas agrícolas eran semejantes. Los huastecos vivieron en relativo aislamiento, aunque tuvieron contacto con los chichimecas nómadas del norte y con pueblos civilizados del sur.
Utilizaron las conchas de moluscos para elaborar una gran cantidad de objetos, principalmente ornamentales y rituales. Entre estos últimos se encuentran cuentas, pendientes, orejeras, tapas de orejeras, pectorales, brazaletes, pulseras, narigueras, anillos, bezotes y trompetas, aunque también se localizaron anzuelos, implementos de molienda y pulidores.
Considerados por los conquistadores como el pueblo «de peores costumbres de todas las provincias de la Nueva España», los huastecos de la región de Pánuco tenían fama de libidinosos, concupiscentes y crueles. Sin embargo, el análisis cuidadoso de las manifestaciones de su erotismo revela el carácter ritual de prácticas profundamente arraigadas en la naturaleza del hombre.

## Conquista española
La conquista española penetró en México por lo que hoy es el estado de Veracruz, arrebatando a los aztecas el señorío sobre los pueblos autóctonos veracruzanos y creando su propio dominio. Las primeras incursiones españolas en territorio veracruzano fueron capitaneadas por Juan de Grijalva, Alonso Dávila, Pedro de Alvarado y Francisco de Montejo.

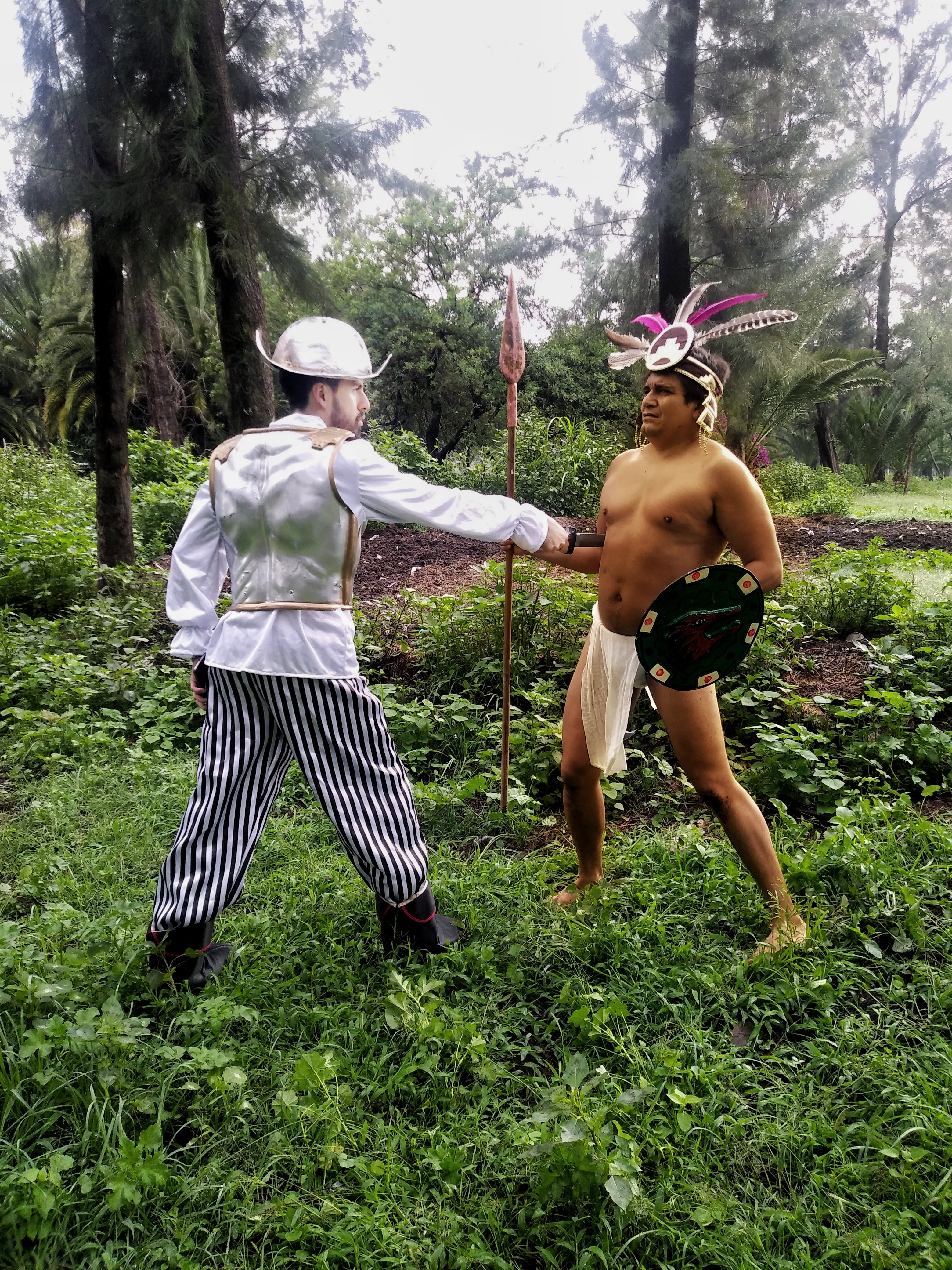
Recreación de una batalla entre un indígena y un conquistador.

### Primeras expediciones

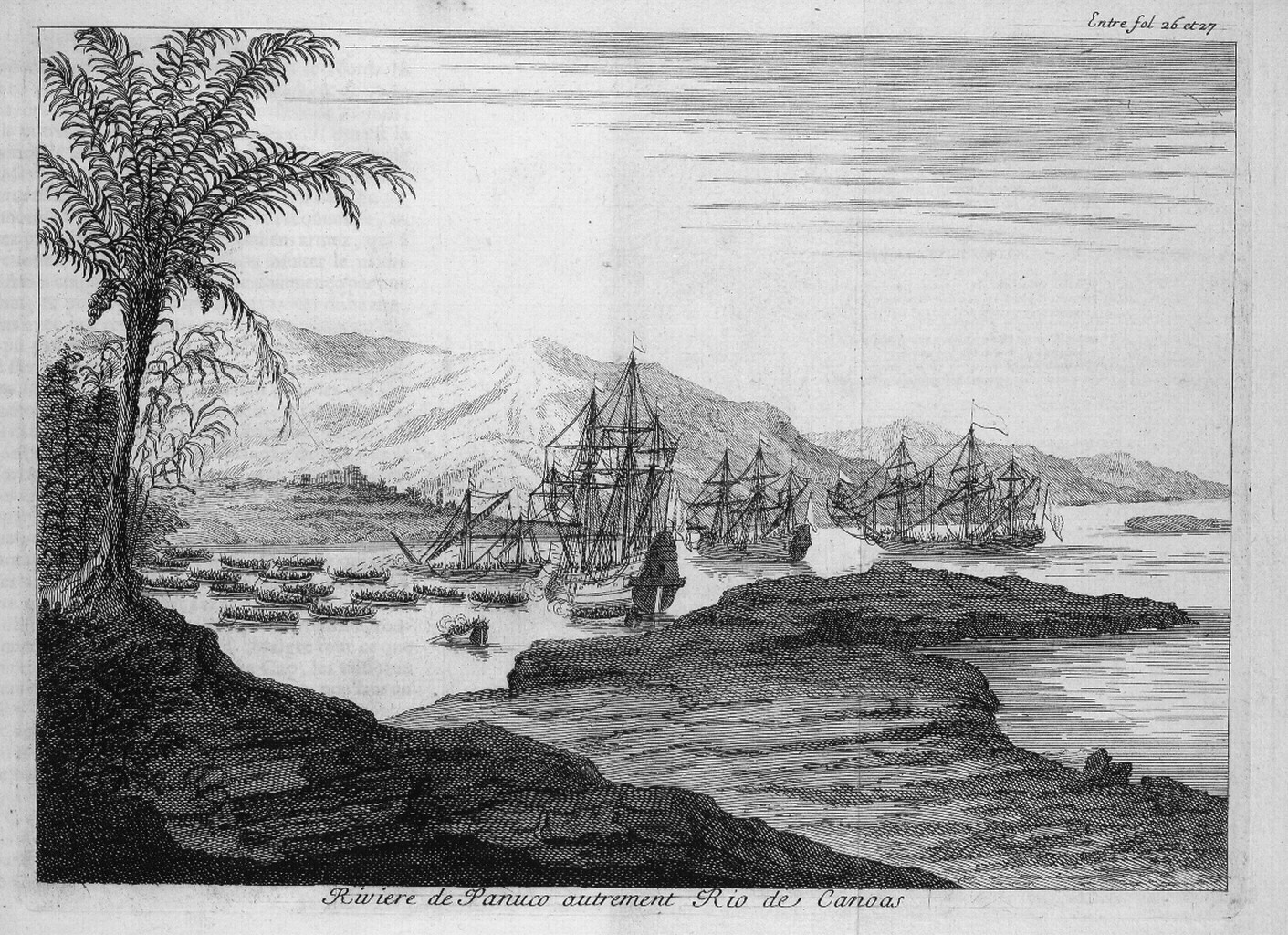
Las embarcaciones fueron atacadas por los nativos huastecos en el río Pánuco, grabado de Van Beecq.

Las primeras incursiones de los españoles en el actual territorio estatal fue por la expedición de 1518 capitaneada por Juan de Grijalva, que navegó por el río Tonalá (que bautizaron como río Santo Antón) y el río Coatzacoalcos. Pedro de Alvarado decide adentrarse en el río Papaloapan (bautizándolo en ese momento como río Alvarado) donde tuvieron contacto con pescadores nativos de Tlacotalpan, estuvo tres días por el Papalopan, esto causó un gran disgusto a Grijalva.
A lo largo de la navegación por el litoral del ahora estado de Veracruz fueron encontrando diferentes asentamientos. Llegaron a mediados de junio a una isla donde encontraron un templo y cuatro indígenas muertos, los cuales aparentemente habían sido sacrificados al dios Tezcatlipoca, por lo que el lugar fue nombrado Isla de Sacrificios. Desembarcaron en Chalchicueyecan. Ahí Grijalva preguntó el motivo de aquellos sacrificios. El intérprete maya chontal Francisco respondió que habían sido ordenados por los colhuas, pero la respuesta fue malinterpretada y se creyó que el lugar se llamaba Ulúa. Por la fecha que era 24 de junio, el lugar fue bautizado como San Juan de Ulúa. En el lugar rescataron oro con los totonacas. Para estas fechas era uno de los pueblos sometidos por los mexicas.
Días más tarde llegaron los calpixques Pínotl, Yaotzin, y Teozinzócatl, quienes acompañados de Cuitlapítoc y Téntlil, se presentaron como embajadores del huey tlatoani Moctezuma Xocoyotzin. En forma pacífica se realizaron intercambios de regalos. Grijalva pudo de esta forma percatarse que los aztecas —o mexicas— dominaban la región y que eran temidos y odiados por los pueblos sometidos. Pedro de Alvarado fue enviado de regreso a la isla de Cuba para notificar y entregar los tesoros obtenidos a Diego Velázquez.
Francisco de Montejo encabezó un viaje de reconocimiento al norte. Descubrió el río Cazones y el Nautla, lugar que fue bautizado con el nombre de Almería. Más adelante las embarcaciones navegaron el río Pánuco pero en este lugar doce canoas con nativos huastecos atacaron la incursión española, por lo que los capitanes decidieron emprender el regreso. Con una nave averiada el viaje fue lento, tomaron la decisión de no establecer ninguna guarnición.

### La llegada de Cortés

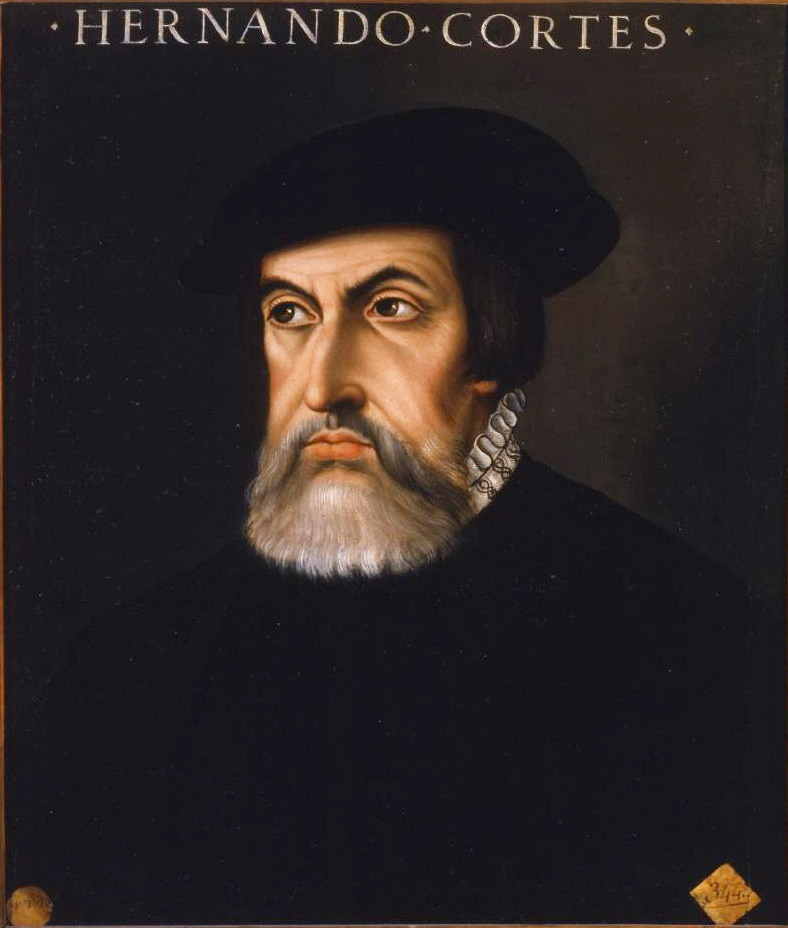
Hernán Cortés.

El 22 de abril de 1519 Hernan Cortés llega a Chalchicueyecan, lugar previamente bautizado por Grijalva como San Juan de Ulúa. Para los mexicas era el año 1-caña y el calpixque en turno del emplazamiento de Cuextlan era Teudile, quien asistido por el sacerdote de Yohualichan, formó una pequeña comitiva de bienvenida. Siguiendo las órdenes previas de Moctezuma Xocoyotzin, se acercaron a los recién llegados en una canoa para preguntar por el señor al mando de las embarcaciones.
Moctezuma estaba convencido de que se trataba de Quetzalcóatl, había enviado previamente diversos regalos, objetos de oro y máscaras con turquesas. Cortés les entregó cuentas de vidrio verdes y amarillas, una silla y un casco, este último, a los ojos de los mexicas, evocaba al dios de la guerra Huitzilopochtli. Habiendo desembarcado, y con el objeto de hacer alarde de su poderío militar e impresionar a los embajadores, Cortés organizó en la playa una carrera de caballos con disparos de artillería. Casi de inmediato salieron mensajeros hacia Tenochtitlan con los informes para el tlatoani. Tan pronto recibió las noticias de lo que sucedía en la costa, Moctezuma Xocoyotzin quedó impresionado, ya no estaba convencido del regreso de Quetzalcóatl, pensó que podría tratarse de Tezcatlipoca o incluso Huitzilopochtli.
Asustado, el huey tlatoani envió mensajes con evasivas, diciendo a los españoles que le resultaría imposible recibirles en México-Tenochtitlan. Les sugirió marcharse lo antes posible y envió nuevamente ricos presentes. La respuesta del tlatoani solo excitó la codicia de los soldados: Cortés y sus hombres se dieron cuenta de que la riqueza del imperio era grande y que los pueblos sometidos resentían la dominación mexica, por lo que decidió avanzar hacia el interior.

### La Villa Rica de la Vera Cruz

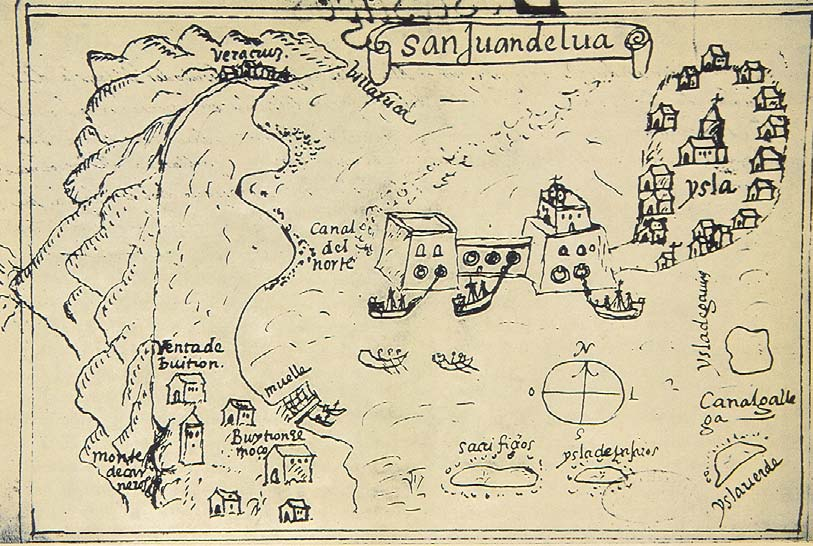
Grabado de San Juan de Ulúa del.

Conforme a la ley española, si se fundaba una ciudad con cabildo, esta era autónoma, así que entre el 5 y 10 de julio de 1519 se creó la Villa Rica de la Vera Cruz que eligió cabildo inmediatamente. Era un plan elaborado meticulosamente por Cortés, quien había analizado y comentado entre sus colegas la posibilidad de dar este paso mucho antes a la salida de Cuba; sabía por supuesto, que los seguidores de Velázquez se opondrían, por tal motivo, envió a Francisco de Montejo y Juan Velázquez de León en una misión de reconocimiento que tuvo el objetivo oficial de buscar un mejor emplazamiento para el campamento.
Durante la ausencia de dichos capitanes, Cortés fingió estar decidido a regresar a Cuba, pues de acuerdo a las instrucciones de Velázquez, los objetivos ya se habían conseguido. Las «protestas» de sus amigos en favor de continuar la estancia en los territorios y poblar el lugar, cubrieron apariencias ante los ojos de los velazquistas. Solo un engaño para hacerles creer el fingimiento del caudillo. Cortés convocó una asamblea, se hizo de rogar para dimitir al cargo de capitán general del gobernador de Cuba que le había conferido Diego Velázquez junto a sus instrucciones, e hizo que las nuevas autoridades lo «eligieran» capitán general de una nueva expedición que solo debería obediencia al rey de España y de esta manera se desvinculó de la autoridad de las islas. Desde luego los regidores y funcionarios de la nueva villa fueron sus allegados. Fueron nombrados alcaldes Alonso Hernández Portocarrero y Francisco de Montejo, quien más tarde sería nombrado adelantado en la Conquista de Yucatán, para que de esta manera este último quedara implicado en la conspiración. Como regidores fueron nombrados Alonso de Ávila, Pedro de Alvarado, Alonso de Alvarado y Gonzalo de Sandoval, como alguacil mayor Juan de Escalante y como procurador general Francisco Álvarez Chico. Fue así como surgió el primer ayuntamiento en México.
Se redactó la Carta del Cabildo, fechada el 10 de julio, en la cual «el concejo» comunicó a Carlos I la fundación de la villa, la designación como capitán general y justicia mayor de Hernán Cortés y se suplicó reiteradamente no otorgar el nombramiento de adelantado a Diego Velázquez, pues se le acusó de no haber administrado correctamente los asuntos de Cuba. Incluso se pidió un juicio de residencia para el gobernador; en el texto se describieron las tierras descubiertas y se anexó el quinto del rey. Para el envío se designó como procuradores y representantes ante el rey a los alcaldes Francisco de Montejo y Alonso Hernández Portocarrero, quienes debían viajar directamente a España con el piloto Antón de Alaminos, pero desobedecieron las órdenes haciendo escala en Cuba, donde rápidamente las noticias y rumores llegaron hasta Santiago. Velázquez envió a Gonzalo de Guzmán y Manuel Rojas en persecución de los emisarios de Cortés, junto con una carta dirigida al obispo Fonseca a quien solicitaba ayuda.

### Alianza Totonaca-Española

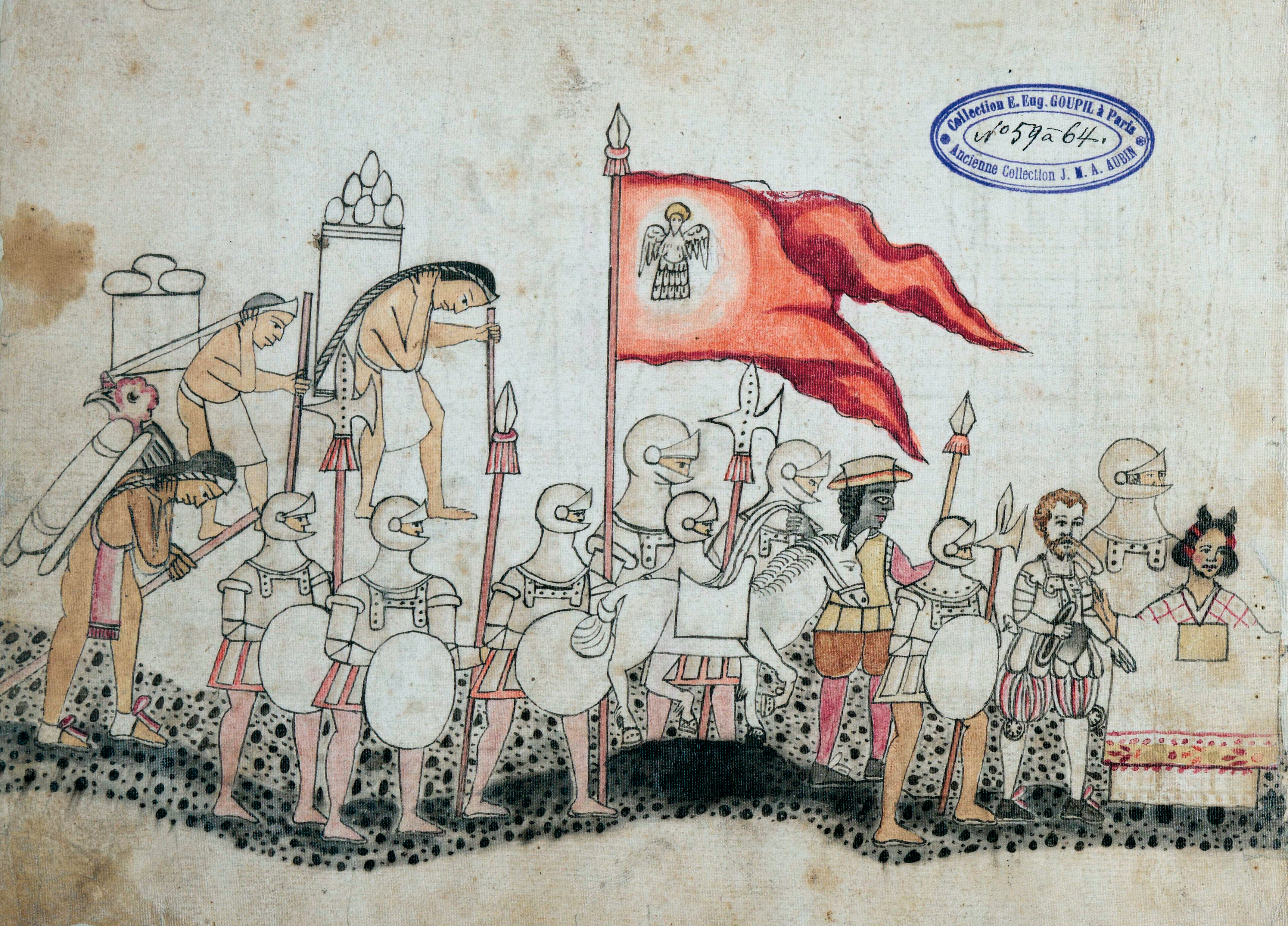
Cortés avanzando con ayuda de tamemes, Códice Azcatitlan.

Cortés se dirigió hacia Quiahuiztlán y Cempoala, pueblos totonacas que eran tributarios de los mexicas. Los gobernantes o teuctlis habían conocido a Juan de Grijalva, logrado una buena relación con los españoles. El teuctli de Cempoala, Chicomácatl, fue descrito como un hombre gordo con poca movilidad para desplazarse pero que, al igual que el teuctli de Quiahuiztlán, recibió amistosamente al contingente español. En la entrevista, Cortés prometió ayudar a liberarlos del tributo a los mexicas, a cambio de sellar una alianza militar de españoles y totonacas. Ahí empezó la insidia política genial de Cortés que habría de permitirle capitanear una rebelión de pueblos sometidos que sería determinante en la conquista de los territorios del Imperio mexica.
Durante esos días llegaron, de forma regular, cinco recaudadores de Moctezuma para cobrar los tributos pero Cortés aconsejó no pagarles y ponerles bajo arresto. Con temor, los totonacas siguieron el consejo. El caudillo español jugaba un doble papel: se entrevistó con los recaudadores y puso a dos de ellos en libertad fingiendo no conocer la actitud de los totonacas, además envió un falso mensaje de paz al tlatoani de Tenochtitlan, prometiendo ayudarlo para someter a los «alzados». A la mañana siguiente, Cortés reclamó a los teuctlis totonacas el «escape» de los dos recaudadores, y fingiendo enojo, hizo conducir a los tres restantes a las embarcaciones. La estratagema del caudillo era obtener el apoyo incondicional del pueblo totonaca y engañar a Moctezuma. Días más tarde, llegó una segunda embajada de Moctezuma, esta vez a cargo de Motelchiuh y dos sobrinos de Cacamatzin, que llegaron con regalos y agradeciendo el apoyo que ofrecía Cortés para someter a los «alzados». Este habló de forma secreta con el teuctli de Quiahuiztlán, a quien dijo que ya podía considerarse libre de su yugo y le recomendó «liberar» a los otros tres recaudadores. Motelchiuh regresó feliz a Tenochtitlan con los recién liberados.
En Tizapancingo un grupo de mexicas comenzó a organizarse para someter a pueblos totonacas que dejaron de pagar tributo. Cortés asistió con la caballería y pudo vencerlos rápidamente, lo que convenció a los teuctlis de Quiahuiztlán y Cempoala de la efectividad de las fuerzas españolas y no dudaron en refrendar la alianza.
Los totonacas aportaron mil trescientos guerreros y ofreciendo un gran número de tamemes para transportar la artillería de los europeos a la empresa de Cortés. Sus comandantes principales fueron Mamexi, Teuch y Tamalli. El acuerdo se realizó sobre la base de que, una vez derrotados los mexicas, la nación totonaca sería libre. Las ciudades de Cempoala y Quiahuiztlán fueron bautizadas respectivamente como Nueva Sevilla y Archidona, pero dichos nombres no subsistieron.

### Hundimiento de los navíos

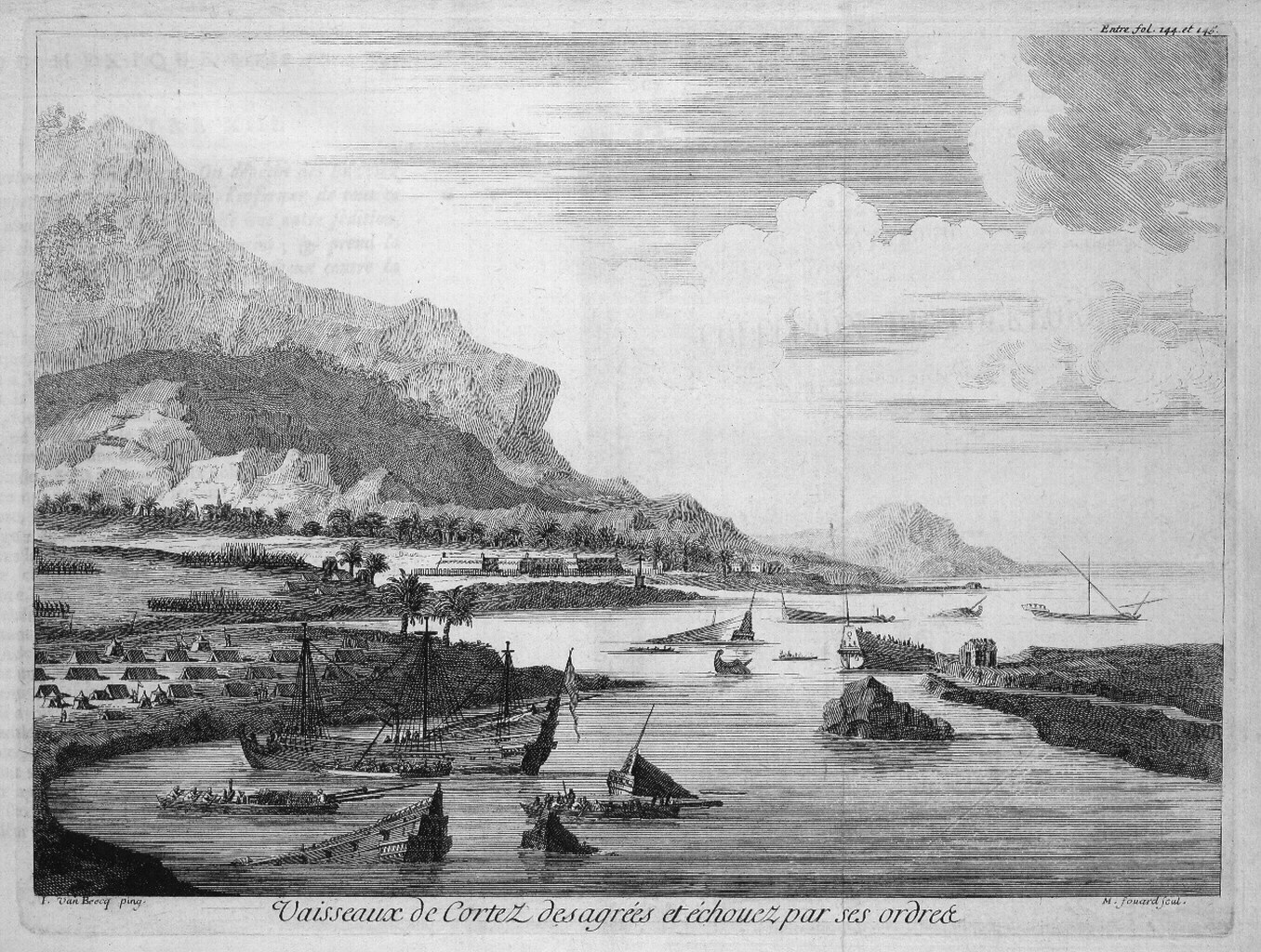
Hernán Cortés mandó hundir sus naves («Cortés dio con los navíos al través») grabado de Van Beecq.

Después de la partida de los emisarios rumbo a España, Alonso de Grado y Alonso de Ávila fueron nombrados alcaldes sustitutos de la Villa Rica de la Vera Cruz. Poco después de dicho nombramiento, un grupo inconforme de amigos de Diego Velázquez decidió regresar a Cuba, entre los que estaban fray Juan Díaz, Juan Velázquez de León, Diego de Ordás, Alonso de Escobar, Juan Escudero, el piloto Diego Cermeño, y los marineros Gonzalo de Umbría y Alfonso Peñate. Ante la situación se celebró un consejo de guerra presidido por Cortés y organizado por el regimiento de la villa con el respaldo de los nuevos alcaldes. Como resultado Juan Escudero y Diego Cermeño fueron sentenciados a morir en la horca, a Gonzalo de Umbría se le cortó parte de un pie, y a los demás se le puso bajo arresto. Cuando los amotinados fueron puestos en libertad, se convirtieron en incondicionales del caudillo. Adicionalmente, como medida preventiva para futuras conspiraciones, Cortés mandó barrenar y hundir la mayor parte de los barcos. A manera de excusa se dijo que las embarcaciones eran «innavegables» y dicha declaración fue respaldada por los seguidores de Cortés.
El alguacil mayor de la Villa Rica, Juan de Escalante, quedó al cuidado de la guarnición con un pequeño grupo de soldados, en su mayoría viejos y heridos; las órdenes de Escalante incluían brindar el apoyo necesario al pueblo totonaca, ante eventuales hostilidades que perpetrasen los mexicas y vigilar la costa.
El gobernador de Jamaica española, Francisco de Garay, envió una expedición de exploración con tres navíos y doscientos setenta hombres al mando de Alonso Álvarez de Pineda al Golfo de México. Después de haber navegado desde la Florida hasta el río Pánuco fueron avistados por Escalante, quien de inmediato avisó a su capitán. Cortés creyó que eran embarcaciones enviadas por Velázquez y decidió poner una trampa en la playa para capturar a los nuevos expedicionarios, pero la argucia solo funcionó con siete hombres que desembarcaron en un bajel y el resto de la expedición pudo regresar a Jamaica.
El 16 de agosto de 1519 Cortés con el resto de los españoles y un gran contingente de aliados totonacas comenzó la marcha hacia la ciudad de México-Tenochtitlan. Pasaron por Ixcalpan (Rinconada) y después Xalapa, donde fueron bien recibidos, así como Xicochimalco. Continuaron a Monte Grande, que tomó el nombre de Puerto de Dios, y siguieron a Teoizhuacán y yahualulco; cruzaron la Sierra de Puebla por el Cofre de Perote con abastecimiento muy limitado de agua; se dirigieron hacia el norte pasando por los poblados de Altotonga, Xalacingo y Teziutlán hasta llegar a Zautla, donde fueron recibidos por el gobernante local Olintetl.

### Campaña en Pánuco

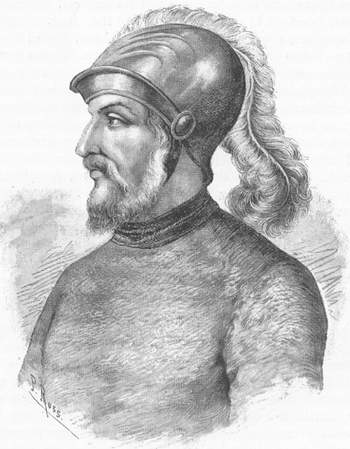
Gonzalo de Sandoval controló la sublevación indígena y el amotinamiento español en Santiesteban del Puerto (Pánuco).

Francisco de Garay, gobernador de Jamaica, había enviado a la región del río Pánuco dos expediciones al mando de Alonso Álvarez de Pineda y Diego de Camargo, las cuales habían fracasado en su intento de colonizar la zona pues fueron atacadas y repelidas por los huastecos. Los sobrevivientes se unieron a las fuerzas de Cortés, a quién también reportaron la derrota en la zona. Cortés realizó una campaña en la zona de la huasteca entrando por Coxcatlán, Chila, Tamuín, Tancuayalab, Tampamolón, derrotando finalmente a los huastecos. Una vez sometido el pueblo de Oxitipa, fundó la villa de Santiesteban del puerto (Pánuco). Cortés nombró a Pedro Vallejo como teniente general de la guarnición.
Mientras, Garay obtuvo el título de adelantado otorgado por la corona española para colonizar la región y partió nuevamente en una tercera expedición. Ante la sorpresa de no encontrar rastro de Camargo y encontrar a los soldados de Cortés, su expedición se estableció en Santiesteban del Puerto (Pánuco) con Vallejo. Gonzalo de Sandoval y Pedro de Alvarado llevaron a Garay a la Ciudad de México donde se entrevistó con Cortés, estableciendo una buena relación y el acuerdo de que el hijo de Garay se casaría con una hija de Cortés. Sin embargo, poco después de la Navidad de 1523 Garay murió súbitamente de dolor de costado (neumonía).
Muerto Garay, los capitanes Juan de Grijalva, Gonzalo de Figueroa, Alonso de Mendoza, Lorenzo de Ulloa, Juan de Medina, Antonio de la Cerda, y Taborda no quisieron obedecer al hijo de Garay y los soldados se amotinaron robando mujeres, gallinas y comida a los nativos de la zona. Los nativos furiosos atacaron a la guarnición y provocaron muchas bajas a los conquistadores españoles. De acuerdo a la crónica de Díaz del Castillo, al menos seiscientos españoles murieron, entre ellos Pedro Vallejo. Cortés, que tenía un brazo herido, envió a Gonzalo de Sandoval con caballería, arcabuceros, aliados tlaxcaltecas y mexicas para controlar la sublevación. Las represalias contra los nativos fueron contundentes, apresando a cerca de 400 señores y caciques, mandando quemar a varios.

## Época Colonial
La época colonial, implantó por 300 años una estructura política y territorial que perdura aún después de la independencia, durante esta época el estado conservaba una organización territorial respetando los señoríos indígenas, correspondiendo lo que hoy son los municipios de Tuxpan y Chicontepec al departamento de Puebla, partiendo al territorio en su parte norte, esta organización se mantuvo hasta la época independiente. Fue hasta 1853 cuando Antonio López de Santa Anna, siendo Presidente de la República Mexicana decreta la anexión del Distrito de Tuxpan y Chicontepec al departamento de Veracruz, con lo cual quedó conformado el territorio con la extensión que actualmente ostenta. La mayor parte de la provincia perteneció originalmente al obispado de Tlaxcala pero posteriormente (1527), la Huasteca pasó a formar parte de la diócesis de México y en 1535 la porción sur a Oaxaca.
Los colonos españoles que se establecieron fueron muy pocos ya que la mayoría prefería el clima templado del Eje Neovolcánico. La población indígena diezmó al grado de quedar casi exterminada, llegando a su nivel más bajo en el siglo XVII a causa de la peste, la viruela y los trabajos forzados, provocando complicaciones al aparato productor de los encomenderos, quienes optaron por utilizar a la población negra como mano de obra en los trabajos, lo cual favoreció el auge de estos en el territorio, llegando en calidad de esclavos. El puerto de Veracruz se convirtió en punto de enlace entre España y sus colonias de América. De ahí se despachaban para Europa: metales preciosos, guajolotes, maíz, aguacate, frijol, ixtle y algodón entre otros y llegaban productos como: haba, arvejón, trigo, arroz, etc; así como animales domésticos, pólvora, cavetas, telas, vinos y múltiples mercaderías.
Desde el siglo XVI los esclavos negros empezaron a representar un serio problema para el gobierno, en 1606 hubo brotes de rebeldía en las zonas de Villa Rica, Nueva Veracruz, Antón Lizardo y la cuenca del Río Blanco, aunque la mayor amenaza provino de la región de Orizaba, donde unos 500 negros eran fugitivos, muchos se fugaban de las haciendas e ingenios azucareros y cometían toda clase de asaltos en los caminos. Esto motivó la fundación de la Villa de Córdoba en 1618, para brindar protección a los vecinos y a los viajeros que transitaban por la ruta de la Ciudad de México - Orizaba - Veracruz.

## Independencia de México

### Antecedentes

#### La situación económica y social

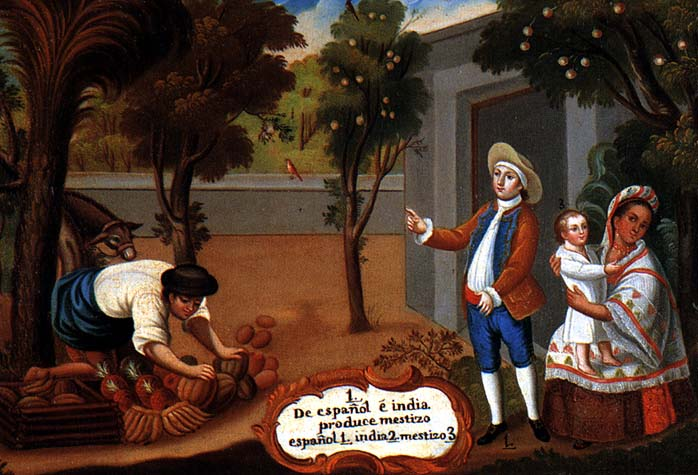
Una representación de mestizos en una "Pintura de Castas" de la era colonial. "De español e india produce mestizo".

A lo largo de los tres siglos de dominio español hubo varios estallidos sociales en la Nueva España, entre ellos la rebelión del negro Yanga en la zona de Orizaba. Tal vez a causa de la desigualdad, ya que un grupo muy pequeño de personas que controlaban la mayor parte de la riqueza, mientras que la gran parte de la población era pobre, o quizás porque los pueblos indígenas debían pagar un tributo al gobierno y estaban sujetos a un régimen de autoridad que, por ambiguo, provocaba numerosos enfrentamientos entre españoles peninsulares, criollos y mestizos. Muchos de estos enfrentamientos tenían relación con cuestiones agrarias, como por ejemplo la tenencia de la tierra y el control del agua.
Como un corolario de los múltiples orígenes de la población de Nueva España surgió el sistema de "castas". Estos grupos estaban caracterizados por el origen racial de sus integrantes, encontrándose en la cúspide los españoles, y entre ellos, los europeos. La combinación entre españoles, indígenas y africanos dio como resultado un número de grupos cuya posición estaba determinada por la cantidad de sangre española que poseían. El sistema aspiraba a mantener la supremacía de la sangre española, y aunque nunca tuvo base legal, no siendo más que una nomenclatura aceptada, reflejó la división y la exclusión existente en la Nueva España, donde los grupos no españoles ocupaban un lugar marginal en el sistema social.
La economía novohispana entró en crisis a finales del siglo XVIII, período que coincide con las reformas borbónicas adoptadas por la Corona. Las reformas tenían por objeto modernizar la administración de las colonias y hacer más rentable la explotación de sus recursos, porque en Nueva España había una escasez de capitales en circulación debida al monopolio sobre la plata ejercido por los comerciantes y por la propia política financiera de la metrópoli. En las últimas décadas del siglo XVIII, la Nueva España estaba en bancarrota, a causa de la extracción de capitales públicos y privados de la economía para el financiamiento de la metrópoli.

#### Expulsión de los jesuitas y el patriotismo criollo
La importancia de la Compañía de Jesús en la vida de Nueva España radicaba en su gran actividad a favor de la cultura, tanto a través de la educación como en la producción y difusión del conocimiento. Esta actividad le permitió establecer una red de relaciones que involucró a la Compañía en otras esferas, especialmente con miembros de la élite agrícola, comercial y minera. A la salida de los jesuitas por la pragmática Sanción de 1767, fueron sus pupilos los que retomaron el impulso renovador de la Compañía. A través de ellos, los jesuitas pudieron mantener contacto con el país del que fueron desterrados y finalmente pudieron volver cuando la colonia accedió a su independencia. La expulsión de los jesuitas no solo implicó la salida de miembros extranjeros de la congregación, sino el destierro de numerosos criollos. Algunos autores opinan que la expulsión es la primera afrenta de los monarcas españoles hacia sus súbditos americanos
Algunos de los jesuitas desterrados habían sido figuras centrales de ese movimiento intelectual que reivindicó a Nueva España frente a su metrópoli y que llegó, incluso, a proponer la necesidad de emancipar a la colonia. Uno de ellos fue Francisco Xavier Clavijero, que tuvo que publicar su Historia antigua de México en Italia y en el idioma de ese país. En esa obra Clavijero emprende una amplia defensa de América frente a Europa, comenzando por las cuestiones naturales, concluyendo con la reafirmación de todos los americanos a través de la reivindicación del pasado indígena. En este movimiento, Clavijero como otros criollos novohispanos rechaza que sus declaraciones estén influidas por otra «pasión o interés […] que el amor a la verdad y el celo por la humanidad» y asume decididamente la defensa de los indígenas, con los que no tiene lazos consanguíneos «ni podemos esperar de su miseria ninguna recompensa».
La aparición de la Historia antigua de México puso a los intelectuales de Nueva España ante un pasado tan glorioso como el de la Antigüedad europea que favoreció el arraigo del sentimiento patriótico y también las reivindicaciones de igualdad de derechos entre españoles peninsulares y españoles americanos.
Por parte de la misma monarquía española se desarrollaron planes para dar una independencia total a los virreinatos americanos durante los años 1804 y 1806, pero que se vieron interrumpidos por sucesos dramáticos de la política europea española bajo el reinado de Carlos IV.

## Invasión estadounidense

### Ataques contra puertos veracruzanos

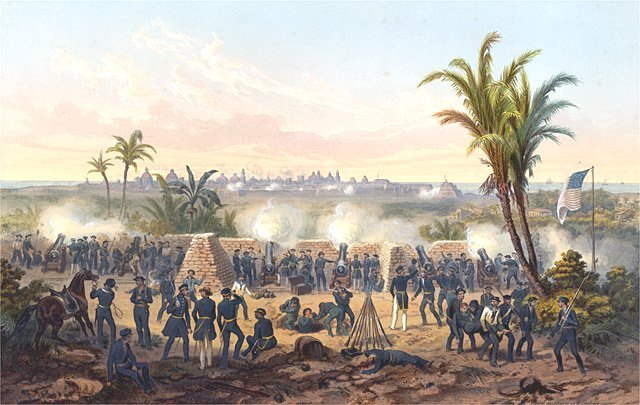
Batalla de Veracruz durante la primera invasión estadounidense

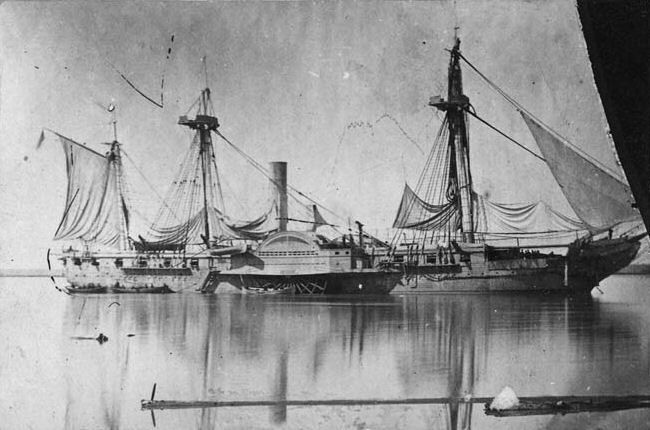
Vapor Mississippi uno de los buques de guerra que participaron en el bloqueo de Veracruz

Desde 1845 existían en aguas veracruzanas tropas navales estadounidenses, pero no fue sino hasta 1846, cuando en medio de la intervención estadounidense en la que México se vio inmerso cuando se empezó a aplicar un bloqueo comercial en el litoral veracruzano por parte de buques estadounidenses, hasta agosto del mismo año, las tropas estadounidenses se habían apoderado solamente de dos o tres buques mercaderes. Las tropas tuvieron un altercado con ciudadanos de La Antigua, quienes se apoyaron en un destacamento mexicano e impidieron a dos buques proveerse de víveres.
Entre agosto y octubre las tropas navales estadounidenses fueron intermitentes en ataques a los puertos de Alvarado y San Juan Bautista de Tabasco, en vista de los ataques el gobernador de Veracruz, entonces comandante general, ordenó la construcción de un fortín por parte de la marina. El 15 de octubre, con el fortín en construcción, al menos 11 naves estadounidenses, entre ellas 5 cañoneros con 26 cañones a bordo, atacaron al puerto de Alvarado que contaba con 6 piezas de artillería, entre ellas solo un cañón, operados por 30 marineros, un sargento y 8 marinos de infantería, quienes recibieron ayuda de la guardia nacional de Tlacotalpan, Cosamaloapan y Acayucan. Los soldados repelieron el ataque, logrando finalmente que el enemigo se retirara.
Después del desembarco en marzo de 1847 en el puerto de Veracruz, se formalizo el asedio sobre este, siendo edificadas las guarniciones de Alvarado para la defensa de Veracruz y el fortín realizado con pedazos de barcos que fueron desmantelados para construirlo. Aprovechando esto, la marina estadounidense envío una brigada para ocupar Alvarado, logrando su cometido. El 13 de abril algunos pequeños buques se dirigieron hacia el puerto de Tuxpan, que tenía una guarnición aproximada de 600 hombres y 7 cañones, los cuales obtuvieron del naufragio de uno de los buques estadounidenses, el 17 de abril las tropas estadounidenses atacaron el puerto, tras poca resistencia debido a la diferencia de poderío militar, recuperaron parte de la artillería pesada del buque naufragado.
Durante todas estas campañas llevadas a cabo en aguas del territorio veracruzano por parte de la marina de los Estados Unidos, se realizaron campañas de reconocimiento sobre el río Coatzacoalcos para poder calcular la probabilidad de abrir algún tipo de canal por el istmo de Tehuantepec para tratar de conectar el golfo de México con el océano Pacífico, en todo caso que se lograra la conquista o retención de México.

### Asedio de Veracruz

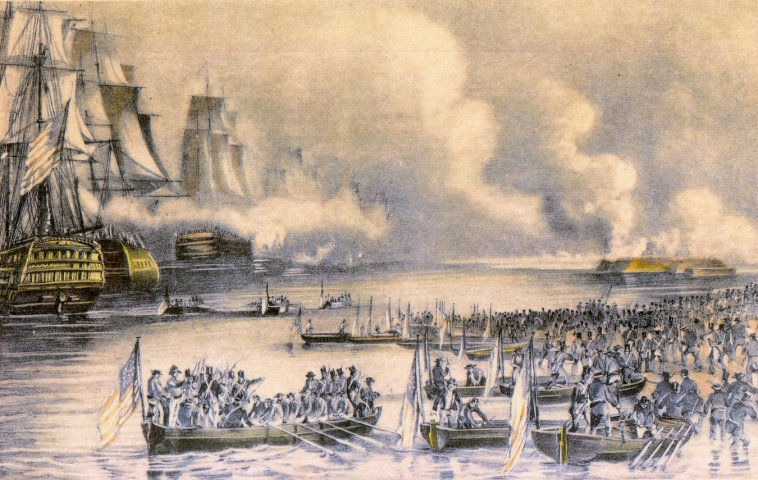
El desembarco en Veracruz, pintado por Nathaniel Currier en la década de 1840.

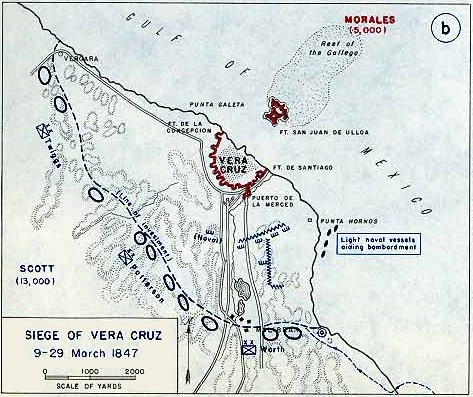
Mapa del plan del asedio a Veracruz

A partir de diciembre de 1846 empezó a aumentar el número de embarcaciones de guerra de los Estados Unidos en aguas veracruzanas, y a inicios de marzo de 1847 se intensificó la llegada de tropas de desembarco frente a aguas del puerto de Veracruz, las que se situaban cercan de Cabo Rojo. Para el 4 de marzo cerca de 76 naves de las tropas estadounidenses se encontraban estacionadas en las inmediaciones de Anton Lizardo. Entre el 5 y el 8 de marzo se realizaron maniobras de reconocimiento muy cerca de la costa del puerto de Veracruz. Por la mañana del 9 de marzo la armada estadounidense avanzó de Anton Lizardo a la isla de Sacrificios, para posteriormente desembarcar por la tarde entre las playas de Mocambo y Collado. Al momento del desembarco se encontraban muy cerca elementos de caballería de la Guardia Nacional Mexicana, quienes no hicieron más que replegarse conforme crecía el número de tropas desembarcadas, algunas embarcaciones dispararon cañones en su contra.
El mal tiempo intensificado a partir del 10 de marzo puso dificultades al desembarco de las tropas estadounidenses, lo que por un tiempo impidió que llegaran las armas de artillería y varias tropas que aún se encontraba en las embarcaciones, algunas naves quedaron varadas en los arrecifes cercanos a la isla de Sacrificios, sin embargo no cesaron el fuego de artillería, iniciando este mismo día con la toma de los alrededores de la plaza, al mismo tiempo que se empezó con el establecimiento las baterías de artillería, ante el asombro de los defensores de la ciudad que veían cruzar las baterías enemigas con tremenda rapidez y poca dificultad hacía los puestos de combate que ocuparían, esto se debía a que construyeron caminos de madera para cruzar los médanos. Los prosiguientes días 11, 12 y 13, continuaron las operaciones del sitio a la ciudad, sin detener el bombardeo, sin embargo como las líneas enemiga no terminaban de circunvalar la plaza cerca de 600 hombres provenientes de las guarnición de Alvarado y algunas otras aledañas. Algunas ocasiones pequeñas tropas mexicanas salían a tratar de entorpecer los trabajos del sitio a la ciudad, sin tener grandes resultados antes los bombardeos. Para el 18 de marzo continuaba el mal tiempo, habiendo causado la pérdida de algunos caballos al desembarcarlos, Winfield Scott quien estaba a cargo de las operaciones, pensaba que con lo desembarcado hasta ese momento sería suficiente para tomar la ciudad de Veracruz, pero que sería insuficiente para tomar la fortaleza de San Juan de Ulúa.
Scott planeaba atacar a la ciudad de Veracruz, circundándola y bombardeándola, para que una vez tomada, iniciar un ataque simultáneo desde tierra y desde las embarcaciones al castillo de San Juan de Ulúa. Al inicio, pensó que su tropa podría ocupar los baluartes localizados en la ciudad que daban a la fortaleza, sin embargo, la opinión de algunos de sus ingenieros era de que el bombardeo del castillo debía ser desde el exterior de Veracruz.
La defensa de la ciudad de Veracruz la realizaban aproximadamente 3360 hombres, mientras que la fortaleza de San Juan de Ulúa era defendida por cerca de 1030 elementos, entre ellos hombres de diferentes zonas del estado, que fueron mandados como refuerzos para defender el puerto de Veracruz, entre ellas: Orizaba, Coatepec, Tuxpan y Alvarado, también recibieron ayuda de los estados de Puebla y Oaxaca, y también de ciudades como Tampico y Jamiltepec y de la guarnición de Tehuantepec. A inicios de marzo, en Veracruz se creía que se recibiría ayuda de México, pero cuando se oyeron noticias de los polkos, se empezaron a perder las esperanzas de recibir ayuda. El gobernador de Veracruz, Juan Soto Ramos, no paraba de pedir ayuda a la federación, sin embargo, le respondieron, diciendo que no se podían auxiliar a Veracruz, con ningún hombre, ni con ningún peso. El jefe de la plaza de Veracruz mando a decir al ministro de guerra:

Un puñado de valientes, descalzos, mal vestidos, pero sin más afecciones que las que inspira el verdadero patriotismo, son todos mis recursos: los elementos que pudieran cooperar a un absoluto triunfo se me han escaseado mientras más afanosamente los he pedido; y entre tanto, en esa capital la discordia civil hace derramar la sangre de los que podrían verterla honoríficamente en defensa de la patria. Veracruz ha quedado reducida a sus propias fuerzas, como si realmente no perteneciera a la Unión Nacional.

#### Bombardeo de Veracruz

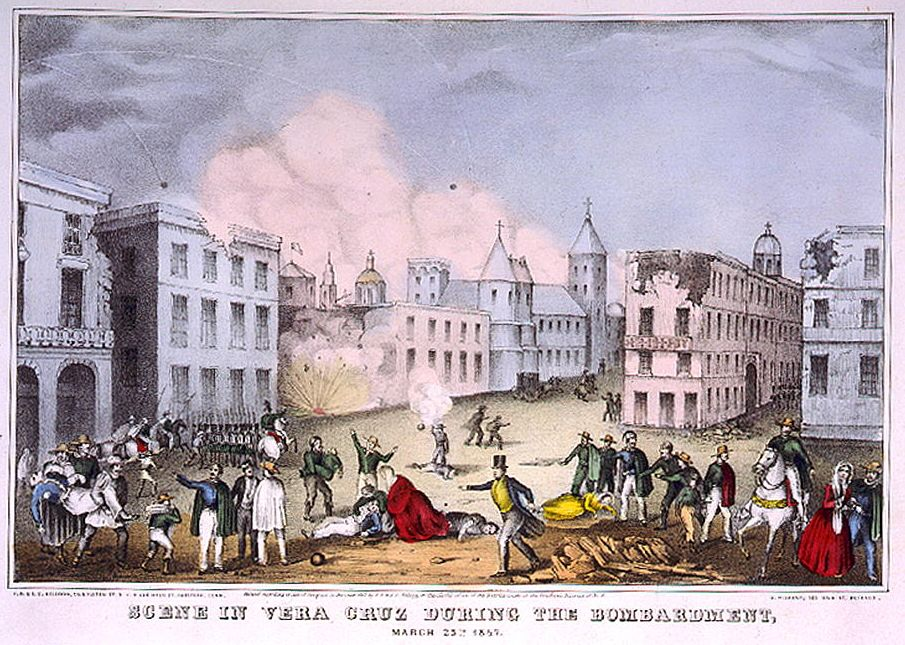
Bombardeo a la ciudad de Veracruz realizado por las baterías estadounidenses

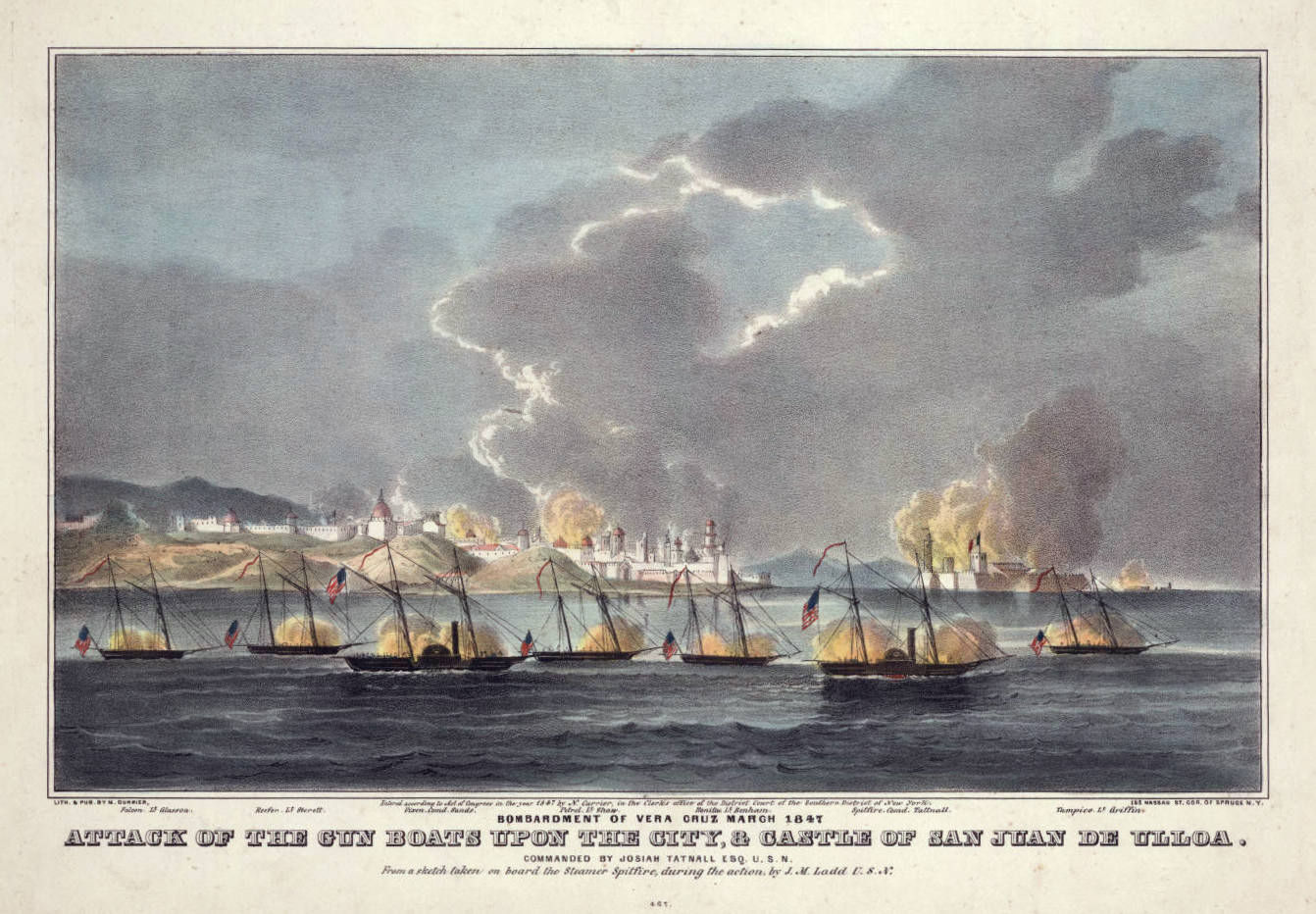
Ataque de los cañoneros a la Ciudad, y el Castillo de San Juan de Ulúa de Nathaniel Currier

Desde el campamento Washington, el 22 de marzo Scott mando un documento al jefe militar de Veracruz pidiendo la rendición, dando un plazo de dos horas para recibir respuesta, el cual mencionaba que estaba «deseoso de ahorrar a la bella ciudad de Veracruz el inminente peligro de la demolición; a sus dignos defensores la inútil efusión de sangre, y a sus habitantes pacíficos, inclusive mujeres y niños, los inevitables horrores de un asalto». Scott ignoraba que la ciudad de Veracruz y el fuerte de San Juan de Ulúa tenían un mismo comandante. Lo que dejó en claro en el documento enviado a los oficiales de la ciudad, mencionando que si la ciudad se rendía y era ocupada, no dispararían desde esta, sus baluartes o murallas a 
San Juan de Ulúa, siempre y cuando, estos no dispararan contra la ciudad. El comandante general del estado, General Juan Esteban Morales, quien estaba a cargo de la defensa de la ciudad de Veracruz, contestó al documento enviado por Scott que, se encontraba al mando de la fortaleza y la ciudad, siendo su deber defender a toda costa.
El mismo 22 de marzo, se le informó a los buques de guerra neutrales de Francia, España e Inglaterra estacionados cerca de Veracruz, que se les impediría todo tipo de comunicación con la ciudad. Iniciando el ataque a Veracruz desde tres baterías con apenas siete morteros y algunos buques después de recibir la respuesta negativa a la rendición. Los buques que, aunque buscaron quedar a resguardo del alcance de la balas de San Juan de Ulúa, fueron retirados hacia la mañana del 23 por haber recibido daños probacados por el alcance de los ataques de la fortaleza. Debido al intenso norte que había iniciado el día 10 y que duró hasta los últimos días del ataque, se dificultaba el traslado de artillería desde los buques. Para la tarde del 23 de marzo las baterías estadounidenses ya contaban con diez morteros en funcionamiento, y para el 24 se alistaba una cuarta y quinta batería con cuatro cañones de 24" y dos cañones Paixhans de 8" en caso de la primera y la segunda con tres cañones de 32" y tres Paixhans de 8" más. Aumentado así de a pocos la artillería en las baterías hasta llegar a tener diez morteros, cuatro cañones de 24", y dos obuses de 8" en cada batería de la uno a la cuatro.
Los cónsules de Inglaterra, Francia, España y Prusia hicieron llegar la noche del 24 de marzo un comunicado a Scott solicitando un cese a las hostilidades para que permitiera la salida de los neutrales de la ciudad, al cual contestó que solamente otorgaría una tregua si Estaban Morales la solicitaba, lo que significaría la rendición de la ciudad, agregando que el bloqueo de las comunicaciones de los buques de guerra neutrales con sus connacionales en la ciudad la había ordenado por creer que beneficiarían a los locales, agregando con su respuesta una copia del documento que había enviado a Morales antes de iniciar el fuego. El mismo 24 empezó a escasear el alimento, debido a que las autoridades no habían previsto el acopio de víveres suficientes para sostener el sitio, alimentándose las tropas ya solamente con frijoles.

#### Capitulación
El 25 de marzo al recibir la respuesta de Scott los cónsules enviaron una copia al comandante a cargo de la defensa de Veracruz, pidiéndole que se comunicara con el ya tan repetido Scott para acordar una tregua que permitiera sus salidas. A esta solicitud y debido al estado de la ciudad y su guarnición se iniciaron las negociaciones para la rendición que por enfermedad del General Morales llevó a cabo José Juan Landero y Cos. Al recibir esta información en el campamento Washington, Scott ordenó la mañana del 26 de marzo el cese al fuego. El general Landero ordenó una comisión que la integraron los coroneles José Gutiérrez Villanueva, Pedro Miguel de Herrera, y el teniente coronel de ingenieros, Manuel Robles Pezuela, y por parte de los estadounidenses los generales, Worth, Pillow y el coronel Totten, llevándose a cabo las negociaciones en Punte de Hornos. Después de intensos y largos debates, se firma la rendición de la ciudad y el fuerte el día 27 de marzo, ratificándose el día 29 de marzo ejecutándose la rendición y la entrega de las armas el día 29 de marzo a las 10 de la mañana.

### Batalla de Cerro Gordo

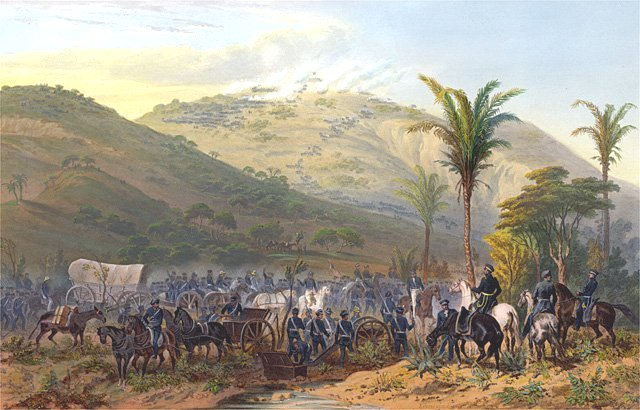
Pintura de la Batalla de Cerro Gordo pintada por Carl Nebel.

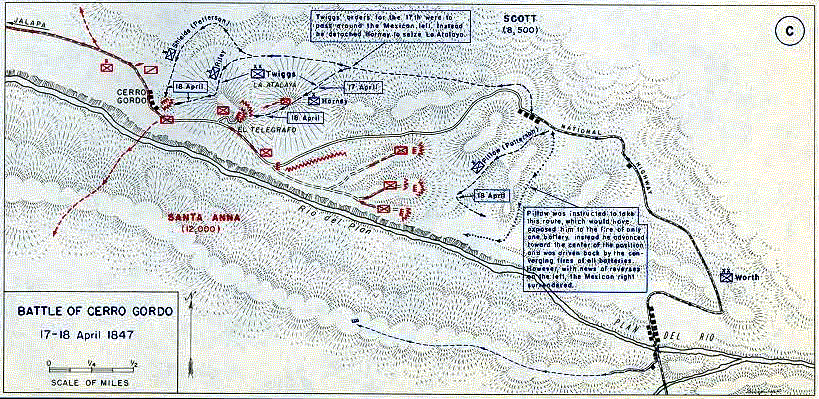
Mapa del ataque a las fortificaciones de Cerro Gordo por parte de Scott

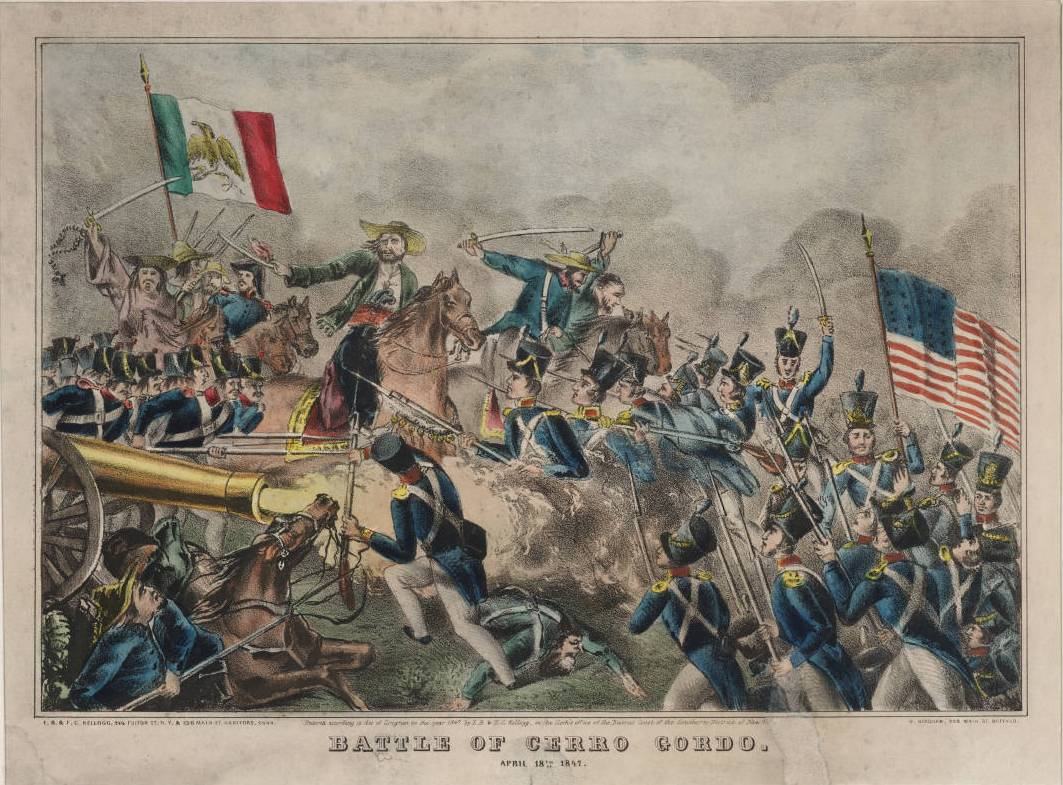
La Batalla de Cerro Gordo litografía de 35 por 26 cm. Colección de Yale de la cultura americana occidental, biblioteca Beinecke de libros raros y manuscritos de la Universidad de Yale

Santa Anna llegó al El Lencero el 5 de abril, procedente de la Ciudad de México, después de haber solicitado permiso para salir a campaña al Congreso de la Unión el 29 de marzo, quedando como presidente sustituto Pedro María Anaya. Moviéndose después con las fuerzas que habían llegado a Xalapa hacía Cerro Gordo donde había decidido hacer frente a los invasores norteamericanos. Manuel Robles Pezuela comandante de ingenieros antes de la llegada del Gral. Santa Anna había convencido ya al Gral. Valentín Canalizo de no fortificar Cerro Gordo, mucho menos librar batalla en el, las razones eran: La dificultad para acarrear agua desde el río hasta el campamento por lo escarpado de la zona entre el río y el camino; en caso de ser atacados, la caballería, tendría demasiados problemas para ayudar los puntos atacados; el poco efecto que los ataques causarían al enemigo, la posibilidad de ser atacados por la retaguardia y en caso de ser vencidos la dificultad para la retirada y el salvamento de la artillería, Robles pensaba que la batalla con el enemigo debería llevarse a cabo en Corral Falso donde no se presentaban los mismos inconvenientes que se presentarían en Cerro Gordo, pues el enemigo se vería obligado a formar columnas a gran distancia al recibir el ataque de la artillería mexicana y plena disponibilidad de maniobra de la caballería supondría una ventaja; en dado caso de sufrir una derrota podrían ser salvadas las piezas de artillería y hacer una retirada ordenada.
Sin embargo, y aunque Canalizo concordaba con Robles, Santa Anna ordenó se fortificara Cerro Gordo y se instalara el campamento, Robles como jefe de ingenieros mando a hacer unas fortificaciones en el cerro de la Atalaya, quedaba este flanqueando a Cerro Gordo, sin embargo, el cuartel general mando no fortificar el cerro de la Atalaya, a lo cual Robles protesto por escrito, considerando esto una falta muy grave, no causando ningún efecto sus consideraciones. El cuartel general pensaba que como Cerro Gordo era el más alto no había necesidad de fortificar el Atalaya, además de considerar que al norte y al oriente de Cerro Gordo eran cañadas de tan difícil acceso «que ni los conejos las podían transitar»

### Después de la batalla y toma de San Carlos

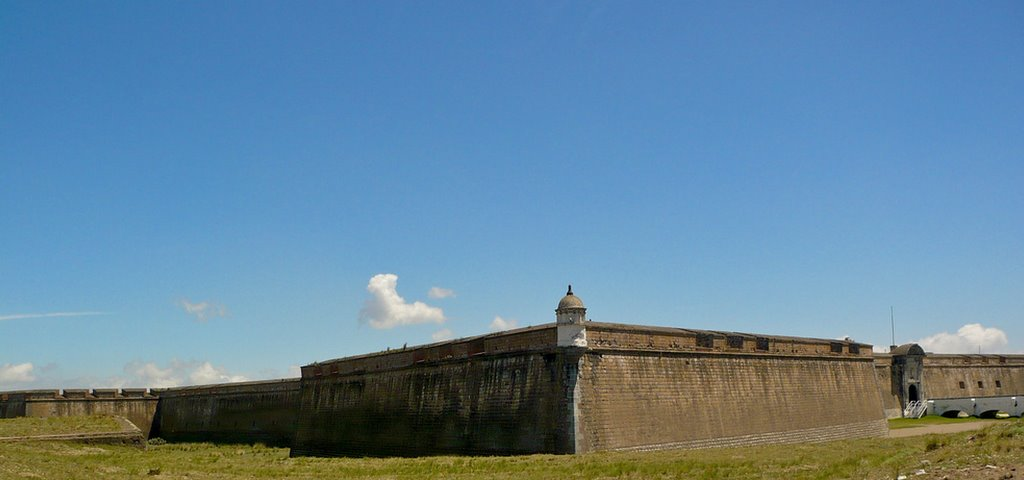
La fortaleza de San Carlos de Perote.

Después de consumada la derrota, el desorden con que se realizó la retirada, y sobre la base de que el ejército invasor no inició una persecución vigorosa las tropas se fueron rehaciendo poco a poco sobre la marcha. algunas tropas se retiraron por el camino que lleva a Xalapa y otras por los desfiladeros que conducen a Plan del Río, sin embargo, Santa Anna fue obligado a huir por rumbo a Tusamapa. La caballería de Valentín Canalizo se replegó cerca de Banderilla, con la idea de formar una nueva línea de defensa en Perote, a esta le acompañaba la infantería de Arteaga, aunque esto no fue posible debido a que el general Antonio Gaona al enterarse de la noticia de la derrota en el cerro del Telégrafo ordenó evacuar la fortaleza de San Carlos, pues no contaba con los suficientes recursos para su defensa, siendo el 22 de abril la fortaleza entregada al enemigo, en manos del general Worth, siendo ocupada como guarnición y centro de acopio de víveres y municiones por este.

## Huelga de Río Blanco

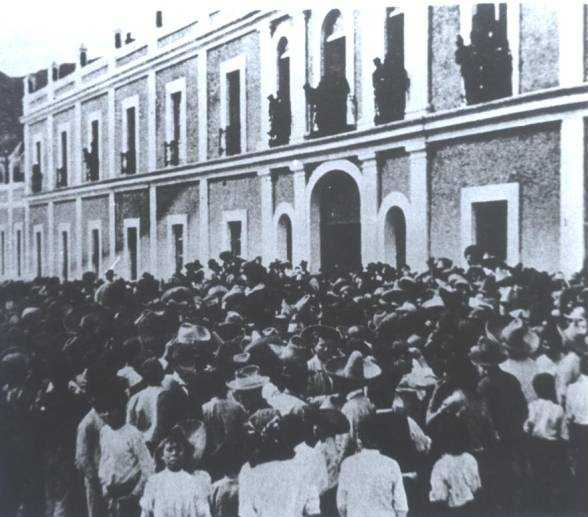
Obreros amotinados protestando frente a la puerta principal de la Fábrica de Hilos de Río Blanco

El valle de Orizaba, que durante el final del siglo XIX fue conocido como el «Manchester mexicano» por el nivel manufacturero con que contaba en la época. Fue testigo de una rebelión obrera, que al igual que en muchas otras partes del mundo terminó en hechos sangrientos entre los obreros y los empresarios protegidos por los gobiernos.
La abundancia fluvial, la localización estratégica entre el puerto de Veracruz y la Ciudad de México, así como también, la llegada del ferrocarril en la zona, hicieron del valle de Orizaba una importante zona industrial. Un problema 
entre las importantes casas francesas, y los pequeños comerciantes franceses, buscando obtener el control del comercio textil hizo que los segundos buscaran otras alternativas, esta alternativa fue, la compra de una fábrica en Orizaba llamada Cerritos, otros pequeños comerciantes optaron por seguir sus pasos comprando algunas otras viejas fábricas o construyendo, muchas de las cuales se convertirían en las más importantes de México.
En 1889 con un capital de 2 500 000 pesos, se crea la Compañía Industrial de Orizaba (Cidosa), la cual inicia la construcción de la fábrica textil Río Blanco en terrenos comprados a la comunidad de Tenango e inaugurada en 1892 por el Gral. Porfirio Díaz. Cidosa, que había sido formada por varios comerciantes franceses también contaba con las fábricas de San Lorenzo, Cocolopa y Cerritos; las cuales hacían principalmente el proceso de hilar y tejer la tela, especializándose en blanqueado y estampado la fábrica Río Blanco. En ese momento, Río Blanco se convirtió en la fábrica textil más grande de México y Cidosa en el consorcio textil más importante del país.
Otro grupo de comerciantes franceses crea en 1896 la Compañía Industrial Veracruzana (Civsa) con un capital de 3 350 000 pesos e instalando en el municipio de Necoxtla la fábrica denominada Santa Rosa la cual fue inaugurada el 15 de mayo de 1899 por el Gral. Porfirio Díaz. Al igual que Cidosa, instaló su propia planta hidroeléctrica y realizando el proceso textil desde el hilado, hasta el empacado.
La instalación de estas empresas fue tan importante que, aunque se instalaron en zonas totalmente despobladas causaron la creación de poblaciones en las dos fábricas más importantes, las de Río Blanco y Santa Rosa, en donde se formaron los asentamientos que denominaron; Tenango de Río Blanco y Santa Rosa Necoxtla respectivamente. Laboraban para Civsa alrededor de 2000 personas, mientras que para Cidosa alrededor de los 6000 trabajadores. Atrayendo desde el principio migración laboral proveniente de los estados de México, Puebla, Tlaxcala, Oaxaca, Michoacán, Querétaro y del Valle de México. Esto también debido a la baja población con la que contaba el valle de Orizaba, pues cuando se instalaron estas dos grandes fábricas no había suficiente fuerza obrera en la región, lo ocasionó una baja producción en sus inicios.
Muchos de estos trabajadores ya eran obreros experimentados en el tejido, otros tantos eran «tejedores» de segunda generación, algunos más intercalaban las actividades, dedicándose también a la agricultura (denominados obreros-campesinos). Entre los grupos más numerosos de migrantes se encontraban los provenientes del estado de Oaxaca y Puebla, entre los tantos grupos se encontraban varios trabajadores ya relacionados con las modernas forma de lucha laborales, lo que tal vez propicio las tempranas huelgas suscitadas. En San Lorenzo 1881, en Cerritos 1884, en Santa Rosa 1899 y Río Blanco en 1900.
En la mayoría de los pueblos de compañía de México se contaba con un nivel académico superior a la media nacional, el valle de Orizaba no era la excepción, pues iban desde un 50% de analfabetismo en Río Blanco hasta un 62% en Santa Rosa, que contrastan contra una media del 78% para toda la República Mexicana en el año 1900, aunque el nivel de preparación de los hombres era superior al de las mujeres de la zona, las mujeres residentes del valle de Orizaba se encontraban mucho más preparadas que en cualquier otra parte del país. Así también los trabajadores de la industria textil del valle eran jóvenes y solteros, el 60% era menor de 24 años y solo el 5% eran mujeres.
El gobierno del Gral. Porfirio Díaz elogiaba la construcción de empresas, y consideraba a sus dueños como «apóstoles del empleo» pues para él ofrecían empleos y hacían la felicidad de muchas familias, al dar a la clase proletariada los medios para defenderse en contra de los grandes instigadores del vicio; la ociosidad y la miseria. Por lo tanto merecían su apoyo, ya que estas empresas traían prosperidad a la república, dentro de estos apoyos se incluían someter protestas obreras por medio de la fuerza pública o el ejército.
Después de las primeras huelgas se impuso una intensa calma, hasta que en 1906 los trabajadores empezaron a demostrar su descontento con nuevas huelgas, publicaciones en periódicos y la formación del Gran Círculo de Obreros Libres. En 1905 fue fundado el Partido Liberal Mexicano (PLV), que nació a partir de varios clubes liberales formados entre 1900 y 1905, todos ellos continuadores del Club Liberal Ponciano Arriaga. Este nuevo partido ejerció una gran influencia entre el proletariado textil a través de publicaciones como Regeneración, El Colmillo Público, El Hijo del Ahuizote o El Paladín, siendo así uno de los principales incitadores de la huelga.
El Paladín, de la Ciudad de México, era considerado un periódico radical. Algunos trabajadores textiles, pertenecientes al Club Melchor Ocampo, escribían a esta publicación constantes cartas, a sabiendas de que al hacerlo recibirían represalias, como ser expulsados de las fábricas o ser consignados por revoltosos. Estos escritos iban siempre firmados por seudónimo, pues según sus propios redactores «entre anónimo y seudónimo hay un abismo». Además de este club, existían otras entidades parecidas, las sociedades mutualistas, como la Sociedad de Socorros Mutuos o el Círculo Liberal Mutualista, al que pertenecía Camerino Z. Mendoza. Estas sociedades estaban formadas principalmente por artesanos, comerciantes y pequeños industriales.
El Gran Círculo de Obreros Libres (Gcol) formado en 1906, y que tuvo sus inicios en casa de Andrés Mota, con pequeñas reuniones en las cuales se discutía la necesidad de formar una organización obrera más militante. Este pequeño grupo, bien acogido por José Rubias fue haciéndose poco a poco más grande hasta convertirse en el Gcol. Manuel Ávila mostró el programa del PLM a los obreros, falleciendo apenas un mes después de la creación del Gcol, del que fue el primer presidente, asumiendo entonces el cargo José Neira, amigo cercano de Camilo Arriaga, mantuvo el contacto con el PLM.